# Светогорски грбовник
Светогорски грбовник је наводно оригинални грбовник на основу ког су касније настали Београдски и Охмућевићев грбовник, те сав серијал грбовника илирске хералдике. Према тврдњама аутора каснијих грбовника, овај грбовник је настао 1340. године на Светој гори и његов аутор је био лични хералд цара Душана „бан од цимерије Станислав Рупчић“.
Грбовник, у свом оригиналном облику или препису, до данас није пронађен, због чега добар дио научне заједнице и сумња у његово постојање.